# كور سانت إيميليون (مترو باريس)
كور سانت إيميليون (بالفرنسية: Cour Saint-Émilion)‏ هي محطة مترو تابعة لمترو باريس تقع في فرنسا في الدائرة الثانية عشرة في باريس.[بحاجة لمصدر]